# Стражевці
Стра́жевці (болг. Стражевци) — село в Кирджалійській області Болгарії. Входить до складу общини Кирджалі.

## Населення
За даними перепису населення 2011 року у селі проживали 43 особи.
Розподіл населення за віком у 2011 році:
Динаміка населення: